# Johann Christian Albinus
Johann Christian Albinus (* 11. Mai 1741 in Himmelpfort; † 8. März 1807 in Stettin) war ein deutscher Beamter.

## Leben

### Familie
Johann Christian Albinus war der Sohn von Paul Gotthold Albinus (1701–1767), Erbherr auf Himmelpfort, seit 1737 Oberamtmann in Himmelpfort und Badingen, und dessen Ehefrau Magdalena Sydonia (* 1712), eine Tochter von Carl Nicolaus Brewitz, Ziesemeister und Senator in Salzwedel; er hatte noch neun Geschwister. Von seinen Geschwistern sind namentlich bekannt:
- Friederica Amalia Albinus (* 1744), war verheiratet mit dem Steuerrat Carl Gottlob von Bastineller (* 25. Januar 1730 in Wittenberg, † 19. Oktober 1786);
- Carl Gustav Ferdinand Albinus (* 1755; † 25. Januar 1815), studierte 1774 an der Universität Frankfurt an der Oder und war seit Juni 1788 Kriegs- und Domänenrat in Berlin und später Erbherr auf dem vorpommerschen Wegezin.

Er heiratete im Juli 1769 in Greifenhagen Johanna Dorothea (* 1750), Tochter des magdeburgischen Predigers Johann Gebhard von Pfeil; gemeinsam hatten sie mehrere Kinder.

### Werdegang
Johann Christian Albinus immatrikulierte sich am 1. November 1759 zu einem Studium der Rechtswissenschaften an der Universität Frankfurt an der Oder, das er 1762 beendete.
Nach dem Studium wollte er 1764 ursprünglich Auskultator in der Kurmärkischen Kriegs- und Domänenkammer werden, wurde von dort jedoch wegen mangelnder Stellen an ein anderes Kollegium verwiesen und war seit Frühjahr 1765 Auskultator beziehungsweise Referendar bei der Pommerschen Kriegs- und Domänenkammer in Stettin. Im Februar 1768 erfolgte seine Ernennung zum Kriegs- und Domänenrat; er war überwiegend im Rechnungswesen der Kammer tätig.
Am 10. Mai 1805 erhielt er in Anerkennung seiner Dienste das Prädikat Geheimer Kriegsrat.